# Nihal della terra del vento
Nihal della terra del vento è il primo romanzo della trilogia del Mondo Emerso creata da Licia Troisi, pubblicato nell'aprile 2004.
Trama;
Niahal essendo una bambina "unica nel suo genere" usciva e giocava con bambini della sua stessa età a fare le battaglie e combattere in guerra, essa voleva diventare la più grande guerriera e sconfiggere il Tiranno, antagonista che prese possesso già di 5 luoghi nel mondo emerso, supplicò il padre, unico genitore che le era rimasto e armaiolo, di forgiarle un'arma per esercitarsi a combattere. Il padre da una parte ammirava la prodezza della figlia e la ammirava nel suo obbiettivo, dall'altra parte però voleva che la figlia fosse come le altre ragazze nel quartiere e nel mondo emerso...

## Trama
Nihal è davvero strana. Nel Mondo Emerso sembra non esserci nessuno come lei: grandi occhi viola, orecchie appuntite, capelli blu. È stata cresciuta da un armaiolo e vive in una delle città-torri della Terra del Vento, giocando a combattere insieme a un gruppo di amici che l'ha eletta capo, in virtù della sua forza e agilità. Un'infanzia spensierata la sua, con solo l'ombra di strani pensieri. Perché è così differente dagli altri? Perché nessuno le parla mai della madre che non ha conosciuto?
Per Nihal tutto cambia all'improvviso quando la Terra del Vento viene attaccata dal Tiranno, che già ha conquistato cinque delle otto Terre che compongono il Mondo Emerso. E a Nihal non rimane che una scelta: diventare un vero guerriero e difendere gli innocenti, contando solo su due validi alleati: Sennar, il giovane mago che è diventato il suo "inseparabile amico" e, soprattutto, la sua infallibile spada di cristallo nero, ma per farlo avrà bisogno di un addestramento speciale e sarà Ido che le farà capire quali sono i motivi veri per cui si deve combattere...
Personaggi Principali:
- Nihal
- Sennar
- Ido
- Soana
- Fen
- Livon
- Tiranno
- Oarf

## Edizioni
- Licia Troisi, Nihal della terra del vento, Arnoldo Mondadori Editore, 2004,  p. 384, ISBN 88-04-52885-0.